# Голокож
Голокож (лат. Cheiromeles torquatus) — вид летучих мышей из семейства складчатогубых. Родовое название Cheiromeles происходит от греческого слова греч. cheir — «рука», а название вида происходит от латинского лат. torques — «воротник».
Эта летучая мышь — насекомоядное животное, использующее эхолокацию для обнаружения и ловли насекомых в воздухе.
Голокож в основном лишен волос, но у него есть короткие щетинистые волосы на шее, на больших пальцах задних лап и вокруг горлового мешка, а также тонкие волоски на голове и хвостовой перепонке.

## Среда обитания, распространение и ареал
Этот вид преимущественно сконцентрирован в регионах Юго-Восточной Азии: Мьянме, Индонезии, Малайзии, Яве, Таиланде, Суматре и Калимантане. Встречаются также на островах в окрестностях Филиппин. На данный момент нет никакой оценки размера популяции, поскольку она очень рассредоточена и редко встречается. Населяет преимущественно низины, болота, скалы с ямами и трещинами, пещеры, фермы и деревья. Это колониальный вид, обитающий группами для сохранения тепла. Обычно считается безвредным, но в некоторых районах выращивания риса считается вредителем.

## Описание
Его темно-серая кожа в основном голая, но может быть несколько небольших «островков» шерсти вокруг горла и под задними лапами. Они помечают свою территорию выделениями желез, расположенных на шее. У него широкая морда, крепкие челюсти и широкие крылья. Хвост длиннее задней конечности и выдаётся за пределы кожистой перепонки. Когти на больших пальцах задних лап напоминают ногти, а сами эти пальцы противопоставлены остальным. Зубная формула 1/1, 1/1, 1/2, 3/2. За верхними и нижними резцами есть диастемы.

## Размножение
Голокож дает в среднем два помета в год, и как только рождаются детеныши, мать оставляет их в укрытии, чтобы отправиться на охоту. Самцы обычно не заботятся о потомстве.

## Поведение
Они ведут ночной образ жизни, живут колониями и совершают кочевки. Охотятся рано утром, покидая укрытия и предпочитая более крупных насекомых, чем другие летучие мыши.

## Угрозы
Популяция этого вида сокращается из-за разрушения мест обитания, а фрагментация среды обитания заставляет их перемещаться в разные регионы, что приводит к изоляции. Некоторые коренные малайцы едят этих летучих мышей как деликатес и для этого убивают их в больших количествах. Это резко сокращает общую популяцию этих летучих мышей, делая их уязвимыми.

## Охрана
Несмотря на их вклад в борьбу с вредителями, их популяция в последнее время находится в опасности. В некоторых регионах предпринимаются попытки восстановления численности вида, а некоторые группы особей помещаются в охраняемые районы с продолжающейся реконструкцией среды обитания, а также предпринимаются попытки разъяснить коренным народам их полезность.